# 尼娜·佩特勒金娜
尼娜·佩特勒金娜（2004年8月14日—），爱沙尼亚女子花样滑冰运动员，2020年全国花样滑冰锦标赛女子单人滑银牌得主、2022年全国花样滑冰锦标赛女子单人滑金牌得主、2023年全国花样滑冰锦标赛女子单人滑金牌得主、2025年全国花样滑冰锦标赛女子单人滑金牌得主、2025年欧洲花样滑冰锦标赛女子单人滑金牌得主。